# Кадавайл ап Кинвету
Кадавайл ап Кинвету (валл. Cadafael ap Cynfeddw, лат. Catuvelladurus, англ. Cadwalla;, убит около 655), также известный как Кадавайл Покидающий битву (валл. Cadomedd) — король Гвинеда с 634 года.

## Биография
Кадавайл был неблагородного происхождения. Об этом сообщает одна из триад из «Красной книги Хергеста»: «Три короля, заслуживших королевство не по праву наследования, а благодаря своим достоинствам: Гуриад ап Гуриан на Севере, Кадавайл ап Кинвету в Гвинеде и Хивайд ап Бледиг в Дехьюбарте».
Немного известно о жизни Кадавайла до поражения и смерти Кадваллона в битве при Хэвенфилде в 634 году. По всей видимости, Кадавайл был довольно популярным военачальником Гвинеда, поскольку трон королевства был им получен в обход малолетнего сына Кадваллона — Кадваладра. По некоторым данным, за восшествием Кадавайла на престол последовала война со сторонниками Кадваладра, которые, потерпев поражение, вынуждены были покинуть Гвинед вместе с законным наследником.
В качестве короля Кадавайл продолжил традицию военной поддержки Гвинедом англосаксонского королевства Мерсия в противостоянии с Нортумбрией. Возможно, Кадавайл был в числе королей бриттов, сражавшихся 5 августа 642 года на стороне Пенды Мерсийского против северян в битве при Майс-Когви, называвшемся на языке англов Масерфельтом (неподалёку от города Освестри). В этом сражении пал король Нортумбрии Освальд Святой, восемью годами ранее победивший Кадваллона.
В 655 году Кадавайл во главе войск Гвинеда в составе армии Пенды вторгся на территорию Нортумбрии. Засвидетельствованным историческими источниками событием этой компании является осада города Иудеу, в результате которой войско мерсийцев и их союзников получило так называемый «атбрет Иудеу» — то есть выкуп. В конце этого же года состоялась битва на поле Гай близ реки Винваэд (англ. Winwaed), в которой наследник Освальда Освиу нанёс поражение Пенде. Король Мерсии и 30 его родственников и союзных королей погибли в этом сражении. Ненний в «Истории бриттов» описывает эти события следующим образом: «Именно тогда Осгид передал все богатства, какие были у него в городе, то есть атбрет Иудеу, в руки Пенды, а Пенда распределил их между королями бриттов. Лишь один Кадавайл, король Гвинеда, улизнув ночью, спасся со своим войском, почему и получил прозвище Кадавайл Кадомед».
Неизвестна точная дата завершения правления Кадавайла, однако вскоре после бесславного участия в северном походе он был смещен Кадваладром, сыном Кадваллона и, вероятно, убит им.